# Limnophora approximatinervis
Limnophora approximatinervis este o specie de muște din genul Limnophora, familia Muscidae. A fost descrisă pentru prima dată de Stein în anul 1919. Conform Catalogue of Life specia Limnophora approximatinervis nu are subspecii cunoscute.